# Crazy Cars: Hit the Road
Crazy Cars: Hit the Road es un videojuego publicado por Anuman Interactive bajo su marca Microïds y desarrollado por Little Worlds Studio. Microïds recibió la licencia de Interplay Entertainment, quien posteriormente comenzaría a promocionar el juego también. El juego, basado en una antigua propiedad propiedad de Titus Interactive, presenta el juego libre y el modo carrera en una experiencia basada en arcade. Disponible para Windows, iOS y Android, el juego fue lanzado el 15 de octubre de 2012.

## Jugabilidad
El juego combina el carácter arcade de los originales de hace casi 30 años con una forma moderna de presentación. Como en versiones anteriores del ciclo, el jugador desempeña el papel de un conductor que participa en carreras ilegales en las carreteras estadounidenses.
El juego ofrece varias variantes de juego, incluidos los modos de conducción profesional y casual. Para multijugador, existe la opción de competir con un oponente en vivo a través de una conexión de red local (LAN).
El modelo de conducción utilizado en Crazy Cars: Hit the Road tiene un carácter estrictamente de destreza. Los coches del juego permiten alcanzar una velocidad de más de 250 km/h, realizar saltos, sortear otros vehículos y obstáculos con eslalon, empujar a los rivales e incluso embestir barricadas policiales. Lograr un alto depósito en la carrera se recompensa con dinero para poner a punto el automóvil o comprar un nuevo modelo.